# (2332) Kalm
(2332) Kalm es un asteroide perteneciente al cinturón de asteroides descubierto el 4 de abril de 1940 por Liisi Oterma desde el observatorio de Iso-Heikkilä en Turku, Finlandia.
Está nombrado en honor de Pehr Kalm (1716-1779), naturalista finés.